# あさひ銀行
株式会社あさひ銀行（あさひぎんこう、英語: The Asahi Bank, Ltd.）は、かつて存在したりそなホールディングス傘下の都市銀行。2003年3月1日に大和銀行と合併してりそな銀行となり、埼玉県内の事業は埼玉りそな銀行へ継承された。

## 概要
1991年4月1日、都銀下位行で主に中堅企業や個人を顧客対象としていた協和銀行と、埼玉県地盤で同程度の預金量であった埼玉銀行が合併し協和埼玉銀行として発足した。存続会社は協和銀行であり、金融機関コードや本店（千代田区大手町のりそな・マルハビル）、並びにイメージキャラクターのミッフィーなどは協和銀行のものを引き継いだ代わりに、SWIFTコードは埼玉銀行が使用していたコードを継承した。
もともと、第三次オンラインシステムの共同構築で両行は接近したが、埼玉銀行による仕手集団「光進」の蛇の目ミシン事件に対する関与の露見や、光進と共に蛇の目株を買い占めた不動産会社のナナトミの倒産からの信用失墜を糊塗するため、埼玉銀行が協和銀行との合併へむかったともいわれていた。
1992年、フランス人デザイナーが手がけた「水平線から太陽が昇るイラスト（≡●）」の行章・CIから着想を得て、「あさひ銀行」へ商号変更した。商号変更に当たっては『あさひ』と聞いて新聞やビールや生命保険ではなく、銀行を思い起こすようにならねばとの意気から当時不況の最中で、他行がテレビCMを控える中、自主規制枠目一杯に出稿し積極果敢なPR戦略を展開した。
協和銀行のキャッチコピーである「Retail Bank」を引き継ぎ「リテールトップバンク」を目標に掲げ、リテールに強い地域密着型都銀として独自性を打ち出した。また行内融和を進めるため、合併後約1年で人事部を一本化した。この施策は異例の判断と金融界で注目を集め、1993年3月には、オンラインシステムの統合も完了させた。このほか出遅れたが、1998年から地銀東京支店長や事務所長ら集め情報交換会を開き、系列化にむけ注力していた。
埼玉銀行の経緯を引き、埼玉県と浦和市・大宮市をはじめとする当時県内にあった92市町村の内、90市町村の指定金融機関を引き続き担い、密接な関係を維持したいとの方針から、本社機能は協和銀側に吸収されたが、旧埼玉銀行本店営業部は浦和営業部（2001年5月からさいたま営業部）・埼玉本部として残置された。また県内店舗における現金封筒には、「彩の国とともに」というキャッチフレーズが刷られた。
ホールセール（大企業向け取引・融資）主体の都銀上位行や信託銀行とは異なり、資産規模の小ささや店舗数に対しての収益性の低さを克服する目論見や、都銀最下位行であった北海道拓殖銀行の破綻から金融再編への波も起き始め、他行との提携・統合を模索することになった。

## 経営再編

### 三和銀行・東海銀行との統合構想
1998年10月7日、東海銀行との経営統合を発表した。発表では翌年10月を目処に共同持株会社を発足させ、2001年秋以降に三大都市圏ごとに地域子会社に再編し、投資銀行業務を行う国際資金証券銀行（仮称）を新たに設立するとした。また「マルチリージョナルバンク」を基本コンセプトとして掲げた。
この発表と前後して、1999年8月、第一勧業銀行、富士銀行、日本興業銀行の経営統合（みずほフィナンシャルグループ）、同年10月には住友銀行とさくら銀行の合併（三井住友銀行）が発表された。
こうした中、行風の強烈さから金融再編の流れに取り残されていた三和銀行並びに統合を発表したあさひ銀行・東海銀行は、株価が相対的に低迷し、みずほFGや住友・さくらといったメガバンクとの対抗上、なお不十分で次の一手が必要とみられていた。
2000年3月14日に三和銀行を加えて3行で経営統合した上で、翌2001年4月に金融持株会社を設立すると発表した。発表にあたって統合の理念として「（1）マルチリージョナルバンク構想を発展・拡大させ、社会に価値あるサービスを提供する、新時代の新しい金融サービス業を想像する」、「（2）ミドル・リテール分野を中心として、わが国最大の顧客基盤と最高水準のサービス・機能提供力を有する、日本随一の総合金融グループを目指す」を掲げた。そして統合に先立ちキャッシュカードのATM出金手数料が東海銀・三和銀と相互に自行扱いとなる施策を実施した。
しかし、統合交渉が進むと三和銀行が名目上「経営の迅速化」として持株会社方式ではなく合併による統合をしたいと主張し、これに対して、あさひ銀行は三和に吸収合併されてしまうことを懸念して幹部行員が猛反発。さらに欧米の「リージョナルバンク」（地域銀行）を模範とする地域密着型の戦略を重視するあさひ銀行と、統合によって自己資本を充実させ、国際業務や大企業融資を重視するマネーセンターバンク戦略を重視する三和銀行の新銀行戦略との隔たりの大きさも表面化した。加えて、あさひ銀行内で主導権を握っていた旧協和銀行側と、収益の強さを誇っていた旧埼玉銀行側との合併以来の確執もおさまっていなかった。そうした状況を踏まえ、2000年8月に伊藤龍郎あさひ銀行頭取が統合からの離脱を決断した。これによって残る2行はUFJホールディングスの設立に向かった。

### 大和銀グループとの統合
2001年9月中間決算から時価会計が導入されるため金融庁や日本銀行は、当時の世界的な株価急落に伴う巨額の損失処理を迫られるあさひ銀行が市場から”攻撃”を受けることを最も恐れていたが、同年6月末スタンダード&プアーズが、続く7月にはムーディーズがあさひ銀行の格付けを引き下げたことから、行内においても動揺と緊張が生まれた。同年8月以降は経営悪化が市場にも表ざたとなり、特にあさひ銀が中間配当見送りとする噂が出ると株価は乱高下し、同行は流布元やマスコミに抗議した。
この渦中にあって、2001年5月、あさひ銀行は海外拠点の撤退と業務を東京三菱銀行へ移譲すると発表。同年7月には伊藤あさひ銀行頭取から三木繁光東京三菱銀行頭取に包括提携を申し入れるも東京三菱銀行は固辞。また千葉銀行、横浜銀行にも統合の打診をするも千葉銀行からは固辞され、横浜銀行との交渉も紆余曲折を経て流れた。次いで、日興証券にも統合を持ち掛けるも、共同出資した共同抵当証券の清算処理に伴ういざこざが旧埼玉銀行出身者には記憶に新しく、さらに日興・シティに飲み込まれてしまうのではないかとの懸念を抱き、これもさたやみとなった。加えて統合交渉中、あさひ銀行内部における旧協和銀行・旧埼玉銀行の主導権争いからの対立も明らかとなり、金融庁幹部から「世間からどう見られているのか、分かっているのですか。」とまで迫られる一幕もあるなど迷走を重ねた。
同年8月に入り、あさひ銀行は生き残りをかけ、かつてあさひ信託銀行を介し信託部門を買収しようとした大和銀行とオリックスの2社と断続的に統合交渉に入った。
2001年9月に朝日新聞など全国紙が「あさひ銀行・大和銀行と経営統合」と報道（この時点では正式発表せず）。この報道を受け、金融再編に取り残されていた大和銀行との統合に向けて一気に進展することになった。この折、9月9日にテレビ朝日にて放送された「サンデープロジェクト」で、ゲストで出演した舛添要一（当時自民党参議院議員）と田原総一朗（司会）の対話であさひ銀行を批判した。これを受けてあさひ銀行は、特に舛添の「このまま行くと（2002年）3月につぶれる」と田原の「（あさひ銀行は）よくない銀行」という発言に対して抗議し、謝罪を要求。謝罪せずの場合は法的手段を掛けるとプレスリリース (PDF) で9月10日に公開した。これらを発端に株価が70円台まで暴落し、取り付け騒ぎこそ起きなかったものの経営破綻が噂された。なお、同月20日に舛添の発言通り中間配当見送り・期末配当へ一本化を正式発表。翌21日に大和銀行のスーパーリージョナルバンク戦略に参加する形で大和銀ホールディングス（大和銀行・近畿大阪銀行・奈良銀行の株式移転により設立、現在のりそなホールディングス）との経営統合を正式発表するに至った。
2002年3月1日、大和銀ホールディングスとの株式交換により同社の完全子会社となった。翌03年3月、グループ内再編により埼玉県内の営業を埼玉りそな銀行として会社分割。自行は大和銀行と合併してりそな銀行となった。しかしりそな銀行は発足から僅か2ヶ月あまりで実質国有化された。
2001年10月以降、店頭ポスターや埼玉県内発行の新聞を中心に、梁瀬行雄頭取による経営についての全面広告が顔写真付きで掲載されたが、2003年のりそな銀行国有化まで、経営不振絡みのゴシップ記事の掲載が週刊誌や夕刊紙で続いた。

## 沿革
- 1990年
  - 11月 - 株式会社協和銀行と株式会社埼玉銀行が合併契約書に調印。
- 1991年
  - 4月1日 - 株式会社協和銀行が株式会社埼玉銀行を合併し株式会社協和埼玉銀行に商号変更。これに合わせてCIマークも制定された。このとき作成されたCIマークは、今後数年の間に行名変更をすることを想定して制作された。
  - 5月 - ドイツ協和埼玉銀行が開業。
  - 5月17日 - 1989年に発生した蛇の目ミシン恐喝事件の主犯に対する東京地方裁判所初公判において協和埼玉銀頭取が旧埼玉銀常務時代に融資で関与していたことが検察側冒頭陳述で明らかとなる。
  - 5月22日 - 上述事件に絡み頭取が引責辞任する。
  - 9月5日 - 合併前の同年1月から3月にかけて、旧埼玉銀東京営業部次長が架空の質権設定承諾書を作成してノンバンクから不正融資を引き出した事が発覚し、同次長と融資先企業の役員が詐欺で東京地方検察庁に逮捕される。
  - 10月 - 第一次長期経営計画「ニューリテール1」がスタート。
- 1992年
  - 5月 - 機構改正を実施。人事第一部と人事第二部の統合、リテール企画部などを設置。
  - 9月21日 - 商号を株式会社あさひ銀行に変更する。これに合わせてCIマークも行名の部分だけが変更。
- 1993年
  - 3月 - 統合オンラインシステムに全店が移行を完了。
  - 6月 - 機構改正を実施。おもに本部制を原則廃止したほか、融資第一・第二・第三部と業務企画部などを設置。
- 1994年
  - 4月 - 第2次長期経営計画「ニューリテール2」がスタート。
  - 6月 - 証券子会社「 あさひ証券株式会社 」を設立。
  - 6月 - 機構改正を実施。法人企画部と金融エンジニアリング部などを設置。
- 1995年
  - 1月 - 機構改正を実施。海外業務部内にアジア室を設置。
  - 10月 - 機構改正を実施。業革推進部と経営管理部内に市場リスク管理室などが設置。
  - 11月 - 機構改正を実施。証券部内に証券管理室を設置。
- 1996年
  - 3月 - 信託子会社「 あさひ信託銀行株式会社 」を設立。
  - 6月 - 機構改正を実施。金融基礎研究所・市場業務管理室・住宅金融業務センターを設置。
- 1997年
  - 4月 - 第3次長期経営計画「あさひクォリティ」がスタート。
  - 4月 - 機構改正を実施。ALM部・市場企画部などを設置。
  - 6月 - 機構改正を実施。支店部・融資企画部などを設置。
- 1999年2月 - 西武信用組合の事業譲受。
- 2002年3月1日 - 大和銀ホールディングス（現・りそなホールディングス）の完全子会社となる。
- 2003年3月1日 - 大和銀行と合併し、株式会社りそな銀行となる。

## 関連企業
- あさひ信託銀行（1996年設立）- 事業の一部を大和銀信託銀行（2002年にりそな信託銀行に商号変更）に譲渡した上で、2002年10月に大和銀行に吸収合併された。
- AGS

## キャラクター
合併直後は、旧行のイメージキャラクターである緒形拳、鷲尾いさ子、中山美穂が引き続き起用され、1995年には葉月里緒奈が登用されていた。
マスコットキャラクターは、協和銀からのミッフィーを引き続き採用していた。同キャラクターを用いた通帳類やパンフレットはイラストの背景が全面ビビッドな配色（黄・青・赤・緑など）であった。

## テレビ番組
- 日経スペシャル ガイアの夜明け 金融再編の現場!頭取の決断は?（2002年4月14日、テレビ東京）[18]